# Colastes kurilensis
Colastes kurilensis är en stekelart som beskrevs av Sergey A. Belokobylskij 1996. Colastes kurilensis ingår i släktet Colastes och familjen bracksteklar. Inga underarter finns listade i Catalogue of Life.